# Ommatius bengalensis
Ommatius bengalensis är en tvåvingeart som beskrevs av Joseph och Parui 1987. Ommatius bengalensis ingår i släktet Ommatius och familjen rovflugor. Inga underarter finns listade i Catalogue of Life.